# لانت براكتس التجارية
لانت براكست هي صحيفة سويدية تجارية على مستوى وطني للمزارعين. تقدم المجلة مقالات عن السوق الزراعي ومشاكل الأعمال. مملوكة هذه المجلة من LRF الإعلامية وأنشئت إنشائها عام 1884. الناشرة أنيكا هرمانرود ورئيس التحرير ليليان ألمروث. يوجد مكتب التحرير في ستوكهولم.
في عام 2010 كان تداول صحيفة لانت براكتس 51,000 نسخة.